# 莱热内特
莱热内特（法語：Les Genettes，法語發音：[le ʒənɛt] ⓘ）是法国奥恩省的一个市镇，位于该省东部，属于莫尔塔涅欧佩什区。

## 地理
莱热内特（48°39'53"N, 0°34'5"E）面积6.54 平方千米，位于法国诺曼底大区奧恩省，该省份为法国西北部内陆省份，北起顺时针与卡爾瓦多斯省、厄尔省、厄尔-卢瓦省、萨尔特省、马耶讷省和芒什省接壤。
与莱热内特接壤的市镇（或旧市镇、城区）包括：博讷富瓦、邦穆兰、莱萨斯普尔、索利尼拉特拉普。

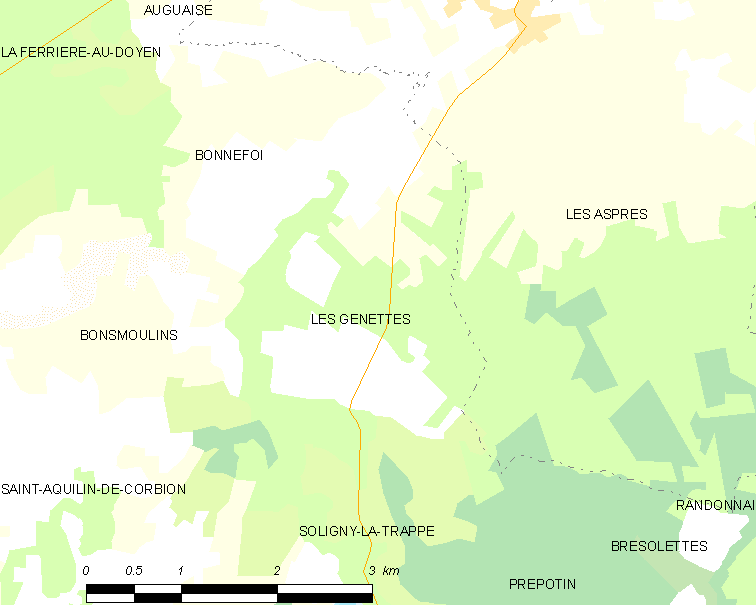
莱热内特的OSM定位图

莱热内特的时区为UTC+01:00、UTC+02:00（夏令时）。

## 行政
莱热内特的邮政编码为61270，INSEE市镇编码为61187。

## 政治
莱热内特所属的省级选区为图鲁夫尔欧佩什县。

## 人口

1962-2008年间莱热内特人口变化图示

莱热内特于2022年1月1日时的人口数量为162人。